# Nicolas Huber
Nicolas Huber (ur. 14 stycznia 1995) – szwajcarski snowboardzista, specjalizujący się w slopestyle’u i big air. Największy sukces w karierze osiągnął w 2017 roku, kiedy wywalczył srebrny medal w slopestyle’u podczas mistrzostw świata w Sierra Nevada. W zawodach tych rozdzielił Belga Seppe Smitsa i Chrisa Corninga z USA. Na tych samych mistrzostwach zajął także 45. miejsce w big air. W zawodach Pucharu Świata zadebiutował 20 stycznia 2017 roku w Laax, zajmując 27. miejsce w slopestyle’u. Tym samym już w swoim debiucie zdobył pierwsze pucharowe punkty. Nie startował na igrzyskach olimpijskich.

## Osiągnięcia

### Mistrzostwa świata
| Miejsce | Dzień     | Rok  | Miejscowość   | Konkurencja | Zwycięzca        |
| ------- | --------- | ---- | ------------- | ----------- | ---------------- |
| 2.      | 11 marca  | 2017 | Sierra Nevada | Slopestyle  | Seppe Smits      |
| 45.     | 17 marca  | 2017 | Sierra Nevada | Slopestyle  | Ståle Sandbech   |
| 40.     | 9 lutego  | 2019 | Park City     | Slopestyle  | Chris Corning    |
| 27.     | 12 marca  | 2021 | Aspen         | Slopestyle  | Marcus Kleveland |
| 16.     | 16 marca  | 2021 | Aspen         | Big air     | Mark McMorris    |
| 16.     | 27 lutego | 2023 | Bakuriani     | Slopestyle  | Marcus Kleveland |
| 3.      | 5 marca   | 2023 | Bakuriani     | Big air     | Taiga Hasegawa   |

### Puchar Świata

#### Miejsca w klasyfikacji generalnej AFU
- sezon 2016/2017: 146.
- sezon 2017/2018: 25.
- sezon 2018/2019: 20.
- sezon 2019/2020: 24.

#### Miejsca na podium w zawodach
Huber nigdy nie stanął na podium zawodów PŚ.